# 平湖市
平湖市（へいこ-し）は中華人民共和国浙江省に位置する省直轄の県級市であり、しばらく嘉興市に代理管轄されている。『送別』の詞曲創作で知られる李叔同のふるさと。

## 地理
- 杭州湾に南面している。

## 歴史
- 太古は東シナ海の一部であった。後漢の時代に地震をうけて陸地として浮かび上がり、当初の名は当湖といった。1991年6月、平湖県から平湖市に昇格する。

## 行政区画
- 街道：当湖街道、鍾埭街道、曹橋街道
- 鎮：乍浦鎮、新埭鎮、新倉鎮、広陳鎮、林埭鎮、独山港鎮

## 経済
- 平湖経済開発区がある。日本の企業も複数進出しており、市街地には日本人向けのクラブなどもできている。

## 交通
- 高速道路
  - 滬杭高速道路
  - 乍嘉蘇高速道路
- 船舶
  - 乍浦港

## 観光地
- 九竜山レジャーランド
- 莫宅（清朝末期の富豪の邸宅「莫氏荘園」）

## 提携都市
- 小浜市（日本国 福井県）:2006年4月25日姉妹都市提携